# Mamedkasymly
Mamedkasymly är en ort i Azerbajdzjan.   Den ligger i distriktet Zərdab Rayonu, i den centrala delen av landet, 200 km väster om huvudstaden Baku. Antalet invånare är 1 988.
Terrängen runt Mamedkasymly är mycket platt. Närmaste större samhälle är Zardob, 10,2 km öster om Mamedkasymly.
Trakten runt Mamedkasymly består till största delen av jordbruksmark. Runt Mamedkasymly är det ganska tätbefolkat, med 62 invånare per kvadratkilometer.